# Chinius junlianensis
Chinius junlianensis är en tvåvingeart som beskrevs av Charles William Leng 1987. Chinius junlianensis ingår i släktet Chinius och familjen fjärilsmyggor. Inga underarter finns listade i Catalogue of Life.